# La Bouche
La Bouche е немски евроденс дует, формиран в Германия през 1994 г. от музикалния продуцент Франк Фариан. Първоначалния състав на групата включва американците Мелани Торнтън и Лейн Макрей. La Bouche стартират музикалната си кариера със сингъла „Sweet Dreams“ („Сладки мечти“), последван от хитовете „Be My Lover“ („Бъди мой любовник“), „I Love to Love“ („Обичам да обичам“) и „You Won't Forget Me“ („Няма да ме забравиш“). През 2000 г. Мелани Торнтън напуска дуета след няколко успешни албума и е заменена от Наташа Райт. На 24 ноември 2001 г. Мелани загива в самолетна катастрофа.

## Дискография

### Албуми
- „Sweet Dreams“ – 1995 г.
- „All Mixed Up“ – 1996 г.
- „A Moment Of Love“ – 1997 г.
- „S.O.S.“ – 1998 г.
- „The Best Of La Bouche“ – 2002 г.
- „Greatest Hits“ – 2007 г.

### Сингли
- „Sweet Dreams“ – 1994 г.
- „Be My Lover“ – 1995 г.
- „Fallin' In Love“ – 1995 г.
- „I Love To Love“ – 1995 г.
- „Sweet Dreams“ (Издание за САЩ / Второ издание в Обединеното Кралство) – 1996 г.
- „Bolingo (Love Is In The Air)“ – 1996 г.
- „You Won't Forget Me“ – 1997 г.
- „A Moment Of Love“ – 1998 г.
- „S.O.S.“ – 1999 г.
- „All I Want“ – 2000 г.
- „In Your Life“ – 2002 г.
- „Sweet Dreams 2017“ – 2017 г.
- „Night After Night“ – 2018 г.